# Буряк
Буря́к (Beta) — рід одно-, дво- і багаторічних трав'янистих рослин родини амарантові (раніше рід належав до родини лободові). Зустрічається на всіх континентах, окрім Антарктиди.
Найвідомішим представником є буряк звичайний (Beta vulgaris) із кількома сортами, зокрема буряк столовий, цукровий буряк, буряк кормовий, мангольд. У побуті всі вони мають загальну назву — буряк.
В Україні, Білорусі, на Кубані, Подонні та Стародубщині рослину називають буряк або бурак, у Польщі — пол. burak, у Росії — рос. свёкла (в Україні ж све́клою звали бадилля буряка)

## Формула квітки
{\displaystyle \ast P_{5}\;A_{5}\;G_{({\underline {2...3}})}}

## Види
- Beta adanensis (Beta vulgaris ssp. adanensis)
- Beta altissima
- Beta atriplicifolia
- Beta bengalensis
- Beta bourgaei
- Beta brasiliensis
- Beta campanulata
- Beta chilensis
- Beta cicla (Beta vulgaris ssp. vulgaris convar. cicla)
- Beta corolliflora
- Beta intermedia
- Beta lomatogona
- Beta macrocarpa
- Beta macrorhiza
- Beta maritima (Beta vulgaris ssp. maritima)
- Beta nana
- Beta orientalis
- Beta palonga
- Beta patellaris
- Beta patula
- Beta perennis
- Beta procumbens
- Beta trigyna
- Beta trojana
- Beta vulgaris (Beta vulgaris ssp. vulgaris convar. vulgaris)
- Beta webbiana

## Історія

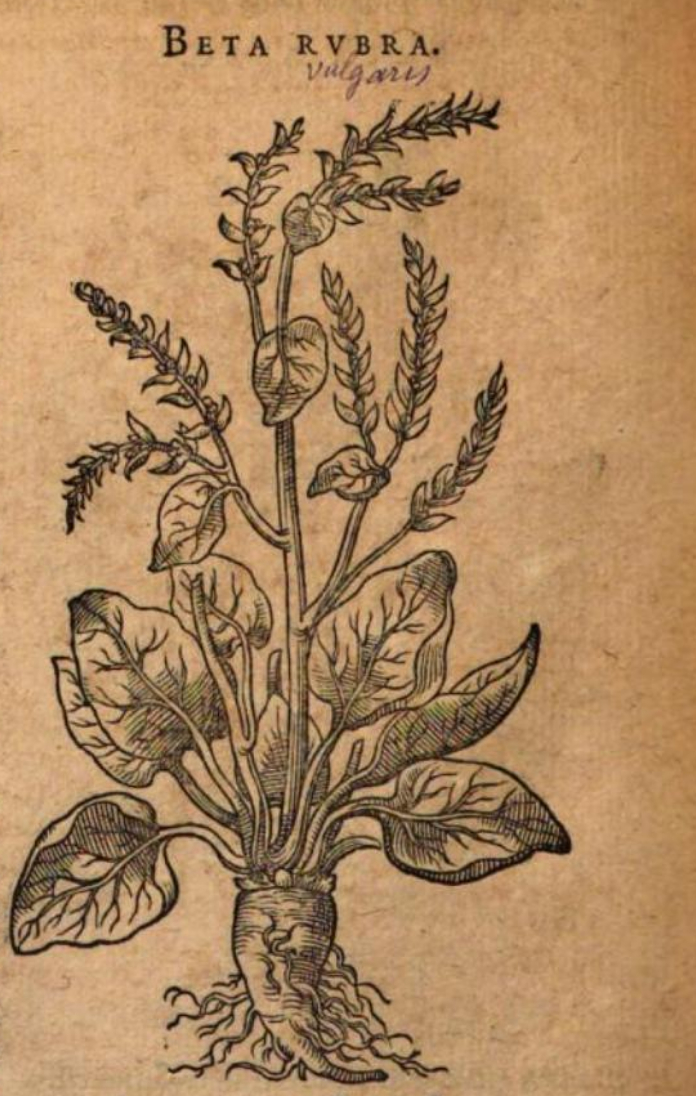
Червоний буряк у книзі 1586 року

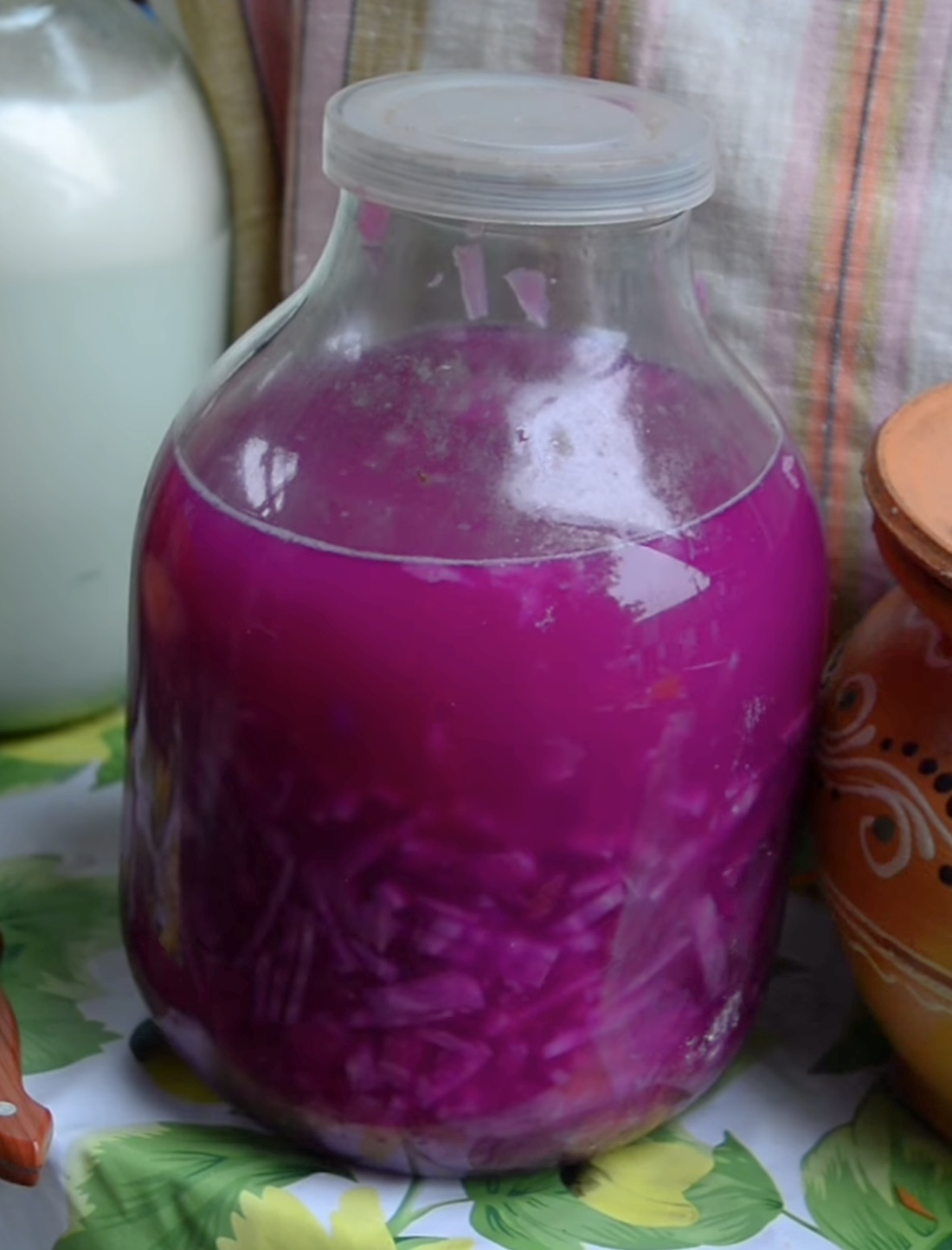
Буряковий квас, із якого готують традиційний український борщ

Усі сучасні види буряка походять від дикого буряка, що росте на Далекому Сході та Індії, який використовували в їжу з давніх часів. Перші згадки про буряк походять із Середземномор'я і Вавилону, де рослину використовували як лікарську і овоч. Спочатку вживали в їжу тільки її листя, а корені використовували для лікування.
Спочатку коріння буряку мало білий колір. «Почервонів» він лише у Стародавній Греції. Відомо, що греки приносили його в жертву богові Аполлону. Перші коренеплідні форми (за Теофрастом) з'явилися і були добре відомі до IV століття до нашої ери. Стародавні римляни вживали буряк сирим, а також робили з нього салати, гарніри та супи — один з яких зараз (за аналогією з українською національною стравою) називають навіть «давньоримським борщем».
Як овочева і лікарська рослина буряк звичайний відомий за 1500—2000 років до н. е. в Асирії, Вавілоні, Ірані й Вірменії. В Київській Русі його почали вирощувати з X ст. Перші згадки про буряки на Русі з'являються у X—XI ст., поширеними вони стають у XIV, а в XVII вже відбувається поділ на кормові й харчові сорти. Буряк згадується в «Ізборнику Святослава» XI століття як «сеукла» або «сеϋклъ» (від грецького σεῦκλον).
Кормовий буряк виведено тільки в XVI столітті в Німеччині. Повна диференціація буряка на столові і кормові форми сталася в XVI—XVII століттях і вже в XVIII столітті цей овоч швидко поширився Європою. За хімічним складом він мало відрізняється від інших видів буряка, але його коренеплоди містять багато клітковини й волокон.
Цукровий буряк з'явився в результаті інтенсивної роботи селекціонерів від 1747 р., коли Андреас Маргграф з'ясував, що цукор, який до того отримували з цукрової тростини, міститься і в буряку. На той час учений зміг встановити, що вміст цукру в кормовому буряку становив 1,3 %, тоді як у коренеплодах наявних нині сортів, виведених селекціонерами, він перевищує 20 %. Франц Карл Ахард, який був учнем Маргграфа, уперше зумів оцінити та практично використовувати його відкриття, присвятив своє життя пошукові можливостей отримання бурякового цукру й у 1801 р. обладнав у Нижній Сілезії фабрику, де цукор виробляли з буряка. Відтоді цукровий буряк поширився і нині є другим джерелом цукру після цукрової тростини.
З кінця XIX і в XX столітті всі види буряка поширилися на всі континенти, крім Антарктиди.

## Борщ
З деяких видів буряка вариться українська національна страва — борщ.
- Квас буряковий для борщу

## Застосування
Листя і коренеплід практично всіх видів так чи інакше використовуються в їжу для людей і корм для тварин, а також як сировина для промисловості. За даними Лондонської школи медицини, цей коренеплід багатий на калій, антиоксиданти і фолієву кислоту, добре знижує кров'яний тиск.